# Multiplikator (stroj)
Multiplikator (kasnolat. multiplicator, od lat. multiplicare: umnožiti, povećati), u strojarstvu, je uređaj s pomoću kojega se povećava brzina vrtnje pogonskoga vratila, radnoga vretena i drugog, a pritom se brzina vrtnje pogonskoga stroja ili motora ne mijenja. Pretežno se to ostvaruje zupčanim prijenosom sa stalnim ili promjenljivim prijenosnim omjerom, pa se multiplikator konstruktivno gotovo jednako izvodi kao i reduktor. Primjenjuje se kod ventilatora, aksijalnih kompresora i drugih strojeva s većim brojem okretaja nego što ga ima pogonski stroj. Satni mehanizam je multiplikator koji vrlo sporo kretanje satne opruge sustavom zupčanika ubrzava do brzine vrtnje sekundne kazaljke.

## Mjenjač brzine
Mjenjač brzine je uređaj ili mehanički prijenosnik koji, kod motornih vozila, alatnih strojeva i slično, služi za promjenu brzine vrtnje ili smjera okretanja pogonskoga vratila, radnoga vretena i drugog, a da se pritom brzina vrtnje pogonskoga stroja ili motora ne mijenja. Time se omogućuje da brzina vrtnje na primjer automobilskoga motora, bez obzira na uvjete rada, uvijek bude u optimalnom području, a iskorištenje raspoložive snage najbolje. Mjenjač brzine vrsta je reduktora s promjenljivim prijenosnim omjerom, a promjena može biti skokovita ili kontinuirana. Kod motornih vozila najrašireniji je mjenjač brzine sa zupčanicima, kojemu se promjena prijenosnog omjera (prijenosnoga stupnja, brzine) odvija skokovito, ukopčavanjem različitih parova zupčanika. Takav je i sinkronizirani mjenjač brzine, kojemu su svi parovi zupčanika stalno u zahvatu, ali se zupčanici na izlaznom vratilu mjenjača slobodno okreću, sve dok jednoga od njih spojka ne poveže s vratilom. Tarnim dodirom spojka prethodno dovede vratilo na isti, sinkroni, broj okretaja što ga ima i zupčanik, pa se kod tih mjenjača promjena može obaviti i tijekom rada stroja. Kod automatskoga mjenjača ukopčavanje obavlja poseban mehanizam što ga aktivira centrifugalna sila utega u ovisnosti o broju okretaja motora, ili se izbor prijenosnog omjera provodi računalnim sustavom. Kontinuiranu promjenu broja okretaja omogućuju hidraulični mjenjač brzine, koji se primjenjuje za prijenos većih snaga, tarni mjenjač brzine za prijenos malih zakretnih momenata, a u novije doba i električni mjenjač brzine, ako je pogonski stroj elektromotor. Za manje snage upotrebljava se i varijator, to jest mjenjač brzine sa širokim klinastim remenom i sastavljenim remenicama koje za vrijeme rada mogu mijenjati dodirni promjer rastavljanjem ili približavanjem svojih polovica.

### Reduktor
Reduktor (lat. reductor: voditelj natrag) je uređaj ili mehanički prijenosnik s pomoću kojega se smanjuje brzina vrtnje pogonskoga vratila, radnoga vretena i drugog, a pritom se brzina vrtnje pogonskoga stroja ili motora ne mijenja. Ugrađuje se između motora i radnoga dijela nekoga stroja, vozila i slično kako bi se brzina vrtnje alata, pogonskih kotača ili drugog prilagodila uvjetima rada. Prijenos snage i gibanja kod reduktora se izvodi posebnim oblikom njegovih dijelova (na primjer zupčanici) ili trenjem (na primjer remen), a prijenosni omjer veći je od jedan.

## Prijenosni omjer
Prijenosni omjer ili prijenosni odnos prijenosnika (oznaka: R) je omjer brzina ulaznog (pogonskog) i izlaznog (gonjenog) člana prijenosnika. Kod zupčanog prijenosnika obodna brzina ulaznog (pogonskog) i izlaznog (gonjenog) zupčanika mora biti jednaka:
{\displaystyle v=r_{A}\cdot \omega _{A}=r_{B}\cdot \omega _{B}\!}
gdje je: rA – polumjer kinematske kružnice pogonskog (ulaznog) zupčanika, rB – polumjer kinematske kružnice gonjenog (izlaznog) zupčanika, ωA – kutna brzina pogonskog (ulaznog) zupčanika, ωB – kutna brzina gonjenog (izlaznog) zupčanika.
Broj zubiju zupčanika je razmjeran polumjeru zupčanika, pa vrijedi:
{\displaystyle {\frac {\omega _{A}}{\omega _{B}}}={\frac {r_{B}}{r_{A}}}={\frac {N_{B}}{N_{A}}}.}
gdje je: NA – broj zubiju pogonskog zupčanika, NB – broj zubiju gonjenog zupčanika. Prema tome, prijenosni omjer zupčanog prijenosnika je:
{\displaystyle R={\frac {\omega _{A}}{\omega _{B}}}={\frac {N_{B}}{N_{A}}}.}
Iz ove jednadžbe se može zaključiti da je broj zubiju gonjenog (izlaznog) zupčanika veći od pogonskog zupčanika, ali isto da se pogonski zupčanik okreće brže od gonjenog zupčanika. Prema najnovijim ISO propisima treba prijenosnom omjeru dodati negativni predznak ako je smjer vrtnje jednog zupčanika suprotan smjeru vrtnje drugog zupčanika.
Momenti sile se odnose:
{\displaystyle R={\frac {T_{B}}{T_{A}}},}
gdje je: TA – moment sile pogonskog (ulaznog) zupčanika, TB -  moment sile gonjenog (izlaznog) zupčanika.
Ako je prijenosni omjer prijenosnika veći od 1 (R ˃ 1), onda se kod tog prijenosnika kutna brzina smanjuje na izlazu, pa se takvi prijenosnici nazivaju reduktori. Prednost reduktora je da mu se moment sile na izlazu povećava. 
Ako je prijenosni omjer prijenosnika manji od 1 (R ˂ 1), onda se kod tog prijenosnika kutna brzina povećava na izlazu, pa se takvi prijenosnici nazivaju multiplikatori. Nedostatak multiplikatora je da mu se moment sile na izlazu smanjuje.
Kod remenskog i tarnog prijenosa podjelimo promjer pogonske remenice s promjerom gonjene remenice.